# The Diary
The Diary is een conceptalbum en het debuutalbum van The Gentle Storm, een project van Arjen Anthony Lucassen en Anneke van Giersbergen. Het album werd uitgebracht op 23 maart 2015 in Europa en een dag later in Amerika. Het bestaat uit twee cd's, waarbij de ene cd een metalversie is, en de andere cd een lichtere versie bevat, met invloeden uit de folk.
Het album stond in de hitlijsten van een groot aantal landen en stond hoog in de Nederlandse Album Top 100.

## Verhaallijn
Het album beschrijft het leven van Joseph Warwijck (Amsterdam, 1644) en Susanne Vermeer (Delft, 1647). Ze waren getrouwd in 1666 en woonden aan de Lindengracht in Amsterdam. Het verhaal speelt zich af eind jaren 1600, in de Gouden Eeuw, toen de Nederlanders de wereld rondreisden voor de goud-, zilver- en goederenhandel. Joseph was een jonge officier bij de VOC).
Op 20 december 1666 vertrekt Joseph naar Texel om daar het vertrek af te wachten van het VOC-schip Koopvaarder. Hij vertrekt voor zijn 2,5 jaar durende reis op 26 december 1666. Susanne begint brieven naar hem te schrijven om Josephs lange reis dragelijker te maken. Op 1 februari 1667 ontdekt Susanne dat ze zwanger is en onmiddellijk schrijft ze dit in een brief aan Joseph. Ze brengt hun zoon Michiel op de wereld op 20 september 1667, en een paar dagen later schrijft ze Joseph alweer, om hem te vertellen over de geboorte van hun kind. Nadat ze haar brieven aan Joseph heeft verstuurd, ontvangt Susanne een brief van Joseph die hij vijf maanden eerder had geschreven, waarin hij laat weten dat hij veilig is en dat hij binnenkort vertrekt naar Batavia en kort daarna naar India. Susannes eerste brieven komen ergens in februari 1668 bij Joseph in Batavia aan, net voor hij vertrekt naar India. Hij is dolblij dat hij vader is geworden.
Van februari tot augustus 1668 reist Joseph naar India. Het is een zeer gevaarlijke reis, omdat ze al vele keren in oorlog zijn geweest met schepen van de Britten, toentertijd de grootste rivalen en concurrenten van de Hollanders. Wanneer de oorlog voorbij is, heeft het nieuws hierover India nog niet bereikt. Hij beschrijft de gebeurtenissen in een brief aan Susanne, die blij is dat ze deze heeft ontvangen en weet dat Joseph veilig is.
Terug in Amsterdam, verscheidene maanden eerder, in maart 1668, ontdekt Susanne dat ze ziek is. Hun zoon is nu zes maanden oud. Het is april 1668 wanneer Susanne weer een brief naar Joseph stuurt, hem informerend over haar ziekte en hopend dat hij thuiskomt. Nadat hij terugkomt uit India, ontvangt Joseph eindelijk Susannes eerdere brieven uit september 1668, die een paar maanden eerder in Batavia waren aangekomen in de periode juni-juli. Vanaf november 1668 heeft Susanne nog steeds geen nieuwe brieven van Joseph ontvangen en begint zich steeds meer zorgen om hem te maken. Ze besluit hem een nieuwe brief te sturen, waarin ze over haar ziekte schrijft. Joseph, die nog steeds niet op de hoogte is van Susannes conditie, verlaat Batavia op 14 december 1668 om terug te keren naar Amsterdam. Wanneer hij in maart 1669 aanmeert in het Afrikaanse Kaap de Goede Hoop ontvangt hij meer van Susannes eerder geschreven brieven. Hij weet nog steeds niets van haar ziekte en vervolgt zijn weg naar huis.
Op 7 mei 1669 overlijdt Susanne in Amsterdam en zij wordt een paar dagen later door haar familie begraven. Twee maanden later, op 1 juli 1669, komt Joseph eindelijk weer aan bij zijn huis aan de Lindengracht, maar hij ontdekt dat Susanne is overleden. Ook maakt hij voor het eerst kennis met zijn zoon Michiel, die inmiddels al bijna twee jaar oud is. Joseph ontdekt Susannes dagboek, met daarin vele aantekeningen geschreven terwijl hij op reis was, waarin ze vele gedachten en gevoelens beschrijft, net als vele andere dingen die ze met hem wilde delen terwijl hij weg was. Hij vindt ook meerdere brieven en realiseert zich dan dat haar woorden en hun zoon alles is wat hij nog van Susanne over heeft. Hierop stopt Joseph haar brieven tussen de pagina's van het dagboek en bewaart ze op een veilige plek, zodat hij ze aan Michiel kan doorgeven. De volgende dag, bij thuiskomst, bezoeken Joseph en Michiel Susannes graf. Elf jaar later, in 1680, wordt Joseph kapitein op het VOC-schip de Merel. Hij vertrekt dan van Texel voor een nieuwe reis, met Michiel aan zijn zijde, die nu ongeveer dertien jaar oud is.
Tegenwoordig worden de dagboeken en brieven van Joseph en Susanne als familiestukken doorgegeven van de ene generatie op de andere. Ze werden uiteindelijk in een houten kistje gestopt en geplaatst op de zolder van het familielandgoed. Ze bleven daar liggen totdat ze begin 21e eeuw werden herontdekt.

## Tracklist
Alle teksten zijn geschreven door Anneke van Giersbergen, alle muziek is geschreven door Arjen Anthony Lucassen.
| 1.                 | Endless Sea               | 5:59 |
| 2.                 | Heart of Amsterdam        | 6:36 |
| 3.                 | The Greatest Love         | 4:08 |
| 4.                 | Shores of India           | 6:40 |
| 5.                 | Cape of Storms            | 5:28 |
| 6.                 | The Moment                | 6:08 |
| 7.                 | The Storm                 | 5:56 |
| 8.                 | Eyes of Michiel           | 3:56 |
| 9.                 | Brightest Light           | 4:46 |
| 10.                | New Horizons              | 5:24 |
| 11.                | Epilogue: The Final Entry | 2:02 |
| Totale duur: 57:03 |                           |      |

| 1.                 | Endless Sea               | 5:53 |
| 2.                 | Heart of Amsterdam        | 6:37 |
| 3.                 | The Greatest Love         | 3:57 |
| 4.                 | Shores of India           | 6:24 |
| 5.                 | Cape of Storms            | 5:32 |
| 6.                 | The Moment                | 6:10 |
| 7.                 | The Storm                 | 5:58 |
| 8.                 | Eyes of Michiel           | 4:00 |
| 9.                 | Brightest Light           | 4:54 |
| 10.                | New Horizons              | 5:25 |
| 11.                | Epilogue: The Final Entry | 2:03 |
| Totale duur: 56:53 |                           |      |

## Bezetting
The Gentle Storm
- Anneke van Giersbergen (ex-The Gathering) - zang
- Arjen Anthony Lucassen (Ayreon, Ambeon, Star One, Guilt Machine, ex-Stream of Passion) - gitaar, keyboard, percussie, dulcimer

Gastmuzikanten
- Ed Warby (Gorefest) - drums
- Rob Snijders (Agua de Annique) - percussie
- Johan van Stratum (Stream of Passion) - basgitaar
- Joost van den Broek (Star One, After Forever) - piano
- Timo Somers (Delain, Vengeance) - gitaarsolo op "Heart of Amsterdam"
- Ben Mathot - viool
- Hinse Mutter - contrabas
- Maaike Peterse (Kingfisher Sky) - cello
- Jenneke de Jonge - hoorn
- Jeroen Goossens - blaasinstrumenten
- Jack Pisters (Avalon) - sitar
- Michael Mills - Ierse bouzouki
- Remco Helbers - surbahar
- Nathanael van Zuilen - tabla
- Epic Rock Choir - koor